# Maria Talida Sfârghiu
Maria Talida Sfârghiu (* 27. Juni 2003 in Câmpulung Moldovenesc) ist eine rumänische Leichtathletin, die sich auf den Mittelstreckenlauf spezialisiert hat.

## Sportliche Laufbahn
Erste internationale Erfahrungen sammelte Maria Talida Sfârghiu beim Europäischen Olympischen Jugendfestival (EYOF) in Baku, bei dem sie in 4:29,60 min die Silbermedaille im 1500-Meter-Lauf gewann. 2021 belegte sie bei den Balkan-Meisterschaften in Smederevo in 4:27,12 min den siebten Platz. Kurz darauf belegte sie bei den U20-Europameisterschaften in Tallinn in 4:21,44 min den vierten Platz und erreichte daraufhin bei den U20-Weltmeisterschaften in Nairobi nach 4:26,68 min Rang sieben. Im Dezember lief sie bei den Crosslauf-Europameisterschaften in Dublin nach 14:54 min auf dem 78. Platz im U20-Rennen ein. Im Jahr darauf siegte sie in 4:24,77 min über 1500 m bei den U20-Balkan-Hallenmeisterschaften in Belgrad und sicherte sich mit der rumänischen 4-mal-400-Meter-Staffel in 3:50,58 min die Bronzemedaille. Anschließend gelangte sie bei den Balkan-Hallenmeisterschaften in Istanbul mit 4:35,88 min auf Rang sieben. Im Juli kam sie bei den U20-Balkan-Meisterschaften in Denizli über 1500 Meter nicht ins Ziel, wie anschließend auch bei den U20-Weltmeisterschaften in Cali. Im Dezember wurde sie bei den Crosslauf-Europameisterschaften in Turin nach 14:24 min 51. im U20-Rennen.
In den Jahren 2020 und 2021 wurde Sfarghiu rumänische Meisterin im 1500-Meter-Lauf.

## Persönliche Bestleistungen
- 800 Meter: 2:05,92 min, 5. Juni 2021 in Cluj-Napoca
  - 800 Meter (Halle): 2:12,09 min, 23. Januar 2022 in Bukarest
- 1500 Meter: 4:14,22 min, 4. Juni 2021 in Cluj-Napoca
  - 1500 Meter (Halle): 4:24,56 min, 26. Februar 2022 in Bukarest